# Runtti
Runtti är en sjö i kommunen Taivalkoski i landskapet Norra Österbotten i Finland. Arean är 43 hektar och strandlinjen är 3,92 kilometer lång. Sjön  ingår i Ijo älvs huvudavrinningsområde.   Den ligger omkring 170 kilometer öster om Uleåborg och omkring 630 kilometer norr om Helsingfors. 